# Список хитов № 1 в чарте Hot R&B/Hip-Hop Songs
Список хитов № 1 в чарте Hot R&B/Hip-Hop Songs составлен на основе еженедельного, публикуемого американским журналом Billboard, хит-парада лучших песен в США в стилях ритм-энд-блюз и хип-хоп. Существует с 1942 года.

## История
За время своего существования чарт афроамериканской популярной музыки (Harlem, Soul, Black, R&B) несколько раз менял своё название:
- Harlem Hit Parade — с 1942 до 10 февраля 1945.
- Juke Box Race Records — с 17 февраля 1945 до 17 июня 1957.
- Billboard’s «Best Sellers» — с 22 мая 1948 до 13 октября 1958.
- Rhythm & Blues — с 25 июня 1949 до 30 ноября 1963.
- Billboard’s «Jockeys» — с 22 января 1955 до 13 октября 1958.
- Hot R&B — с 20 октября 1958 до 30 ноября 1963. Восстановлен с 30 января 1965 до 16 августа 1969.
- Soul Singles — с 23 августа 1969 до 7 июля 1973.
- Hot Soul Singles — с 14 июля 1973 до 10 июня 1982.
- Hot Black Singles — с 26 июня 1982 до октября 1990.
- Hot R&B Singles — октябрь 1990 — 1998.
- Hot R&B/Hip-Hop Songs — с 1998 по настоящее время.

## 1940-е годы
1942, 1943, 1944, 1945, 1946, 1947, 1948, 1949

### 1942
- октябрь 24: «Take It and Git» — Andy Kirk and His Clouds of Joy (1 неделя на первом месте)
- октябрь 31: «Mr. Five by Five» — Freddie Slack and His Orchestra (2 недели)
- ноябрь 7: «Trav’lin’ Light» — Paul Whiteman and His Orchestra (3 недели)
- ноябрь 14: «Stormy Monday Blues» — Earl Hines and His Orchestra (1 неделя)
- ноябрь 28: «When the Lights Go On Again» — Lucky Millinder and His Orchestra (2 недели)
- декабрь 19: «White Christmas» — Bing Crosby (3 недели)

## 1960-е годы
1960
1961
1962
1963
1964
1965
1966
1967
1968
1969

## 1980-е годы
1980
1981
1982
1983
1984
1985
1986
1987
1988
1989

## 1990-е годы
1990
1991
1992
1993
1994
1995
1996
1997
1998
1999

## 2000-е годы
2000
2001
2002
2003
2004
2005
2006
2007
2008
2009

## 2010-е годы
2010
2011
2012
2013
2014
2015
2016
2017
2018
2019

## 2020-е годы
2020
2021
2022
2023
2024
2025
2026
2027
2028
2029